# 紐斯塔帕塔山
13°26′45″S 71°51′15″W / 13.44583°S 71.85417°W

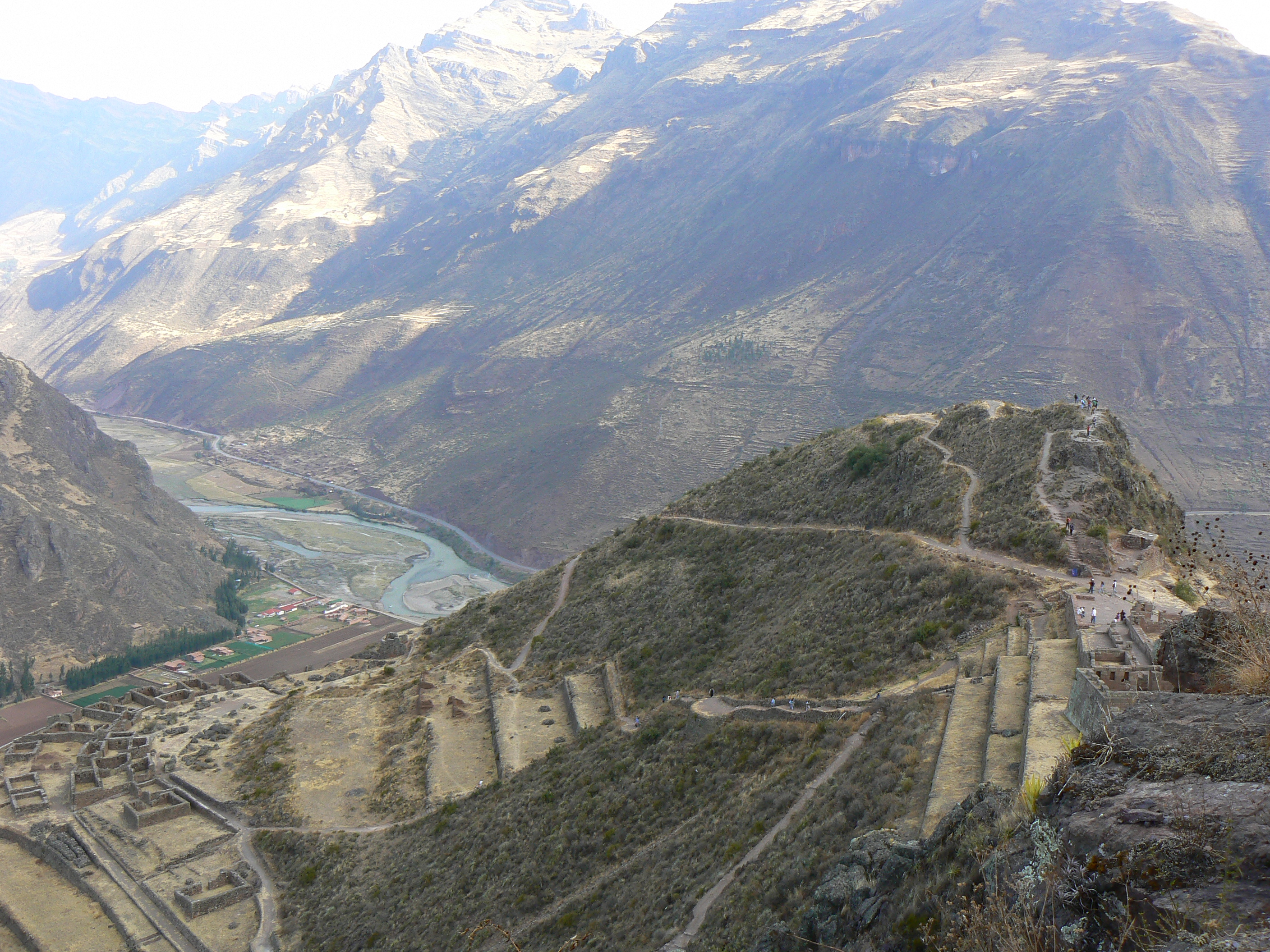

紐斯塔帕塔山（Ñust'apata），是秘魯的山峰，位於該國南部庫斯科大區，由卡爾卡省的皮薩克區和塔賴區負責管轄，屬於安地斯山脈的一部分，海拔高度約4,000米。